# Список правителів Колумбії
У статті подано список голів державних утворень, що розташовувались на території сучасної Колумбії від початку іспанського завоювання (1538) до сьогодення.
Сучасним головою держави Колумбія є президент Колумбії, який також очолює уряд.

## Історична довідка
На території сучасної Колумбії від найдавніших часів до сьогодення існували різні держави з різними системами правління. В давнину найбільш значною культурою на тих територіях була культура чибча, представники якої створили низку державних утворень. Південно-західна частина країни, регіон Анд на сучасному кордоні з Еквадором входили до складу імперії інків.
Після початку іспанської колонізації 1550 року було створено авдієнсію Нової Гранади, в результаті чого її вперше було виділено в окрему адміністративну одиницю в складі віцекоролівства Перу. Після сходження на іспанський престол династії Бурбонів (XVIII століття) було створено окреме віцекоролівство Нова Гранада, до складу якого увійшли авдієнсія Кіто (сучасний Еквадор), генерал-капітанство Венесуела й територія сучасної Панами.
Період після проголошення незалежності від Іспанії та створення тимчасового уряду відомий як «Дурна батьківщина». В 1819—1823 роках, під час антиколоніальних війн, незалежність було остаточно затверджено. 1829 року від Колумбії відокремилась Венесуела, а 1830 року — Еквадор. У зв'язку з цим держава змінила назву на Нову Гранаду. Сучасна назва закріпилась за державою 1886 року.
Виходячи з того, що в історії Колумбії були різні періоди, відповідно, й правителі йменувались по різному. Навіть після здобуття незалежності пост голови держави іноді займали особи, чия посада не називалась президент.

### Хронологія
- 1509—1520 — початок іспанської колонізації. Створення конкістадором Гонсало Хіменесом де Кесадою віцекоролівства Нова Гранада[1][2] на території сучасних Колумбії, Еквадору й Венесуели
- 17 липня 1549 року — в складі віцекоролівства Перу засновано авдієнсію Санта-Фе де Богота, до якої увійшли Картахена-де-Індіас, Санта-Марта і Попаян (до 1563)
- 27 травня 1717 року — віцекоролівство Нова Гранада виділено зі складу віцекоролівства Перу (набрало чинності 1718). До його складу ввійшли Нова Андалусія, Гаяна, Венесуела, Меріда Ла Гріта, Попаян, Кіто (Еквадор), Картахена-де-Індіас і Санта-Марта
- 11 травня 1724 — 20 серпня 1739 року — знову в складі віцекоролівства Перу
- 20 серпня 1739 року — відновлено віцекоролівство Нова Гранада. До попередніх територій додалась Панама
- 8 вересня 1777 року — виділено генерал-капітанство Венесуела, до якого ввійшли території Нової Андалусії, Гаяни, Венесуели й Меріди Ла Гріти
- 4 квітня 1811 року — місцеві хунти, діючи формально в інтересах поваленого короля Іспанії Фернандо VII, повалили владу Наполеона, усунули віцекороля та проголосили місцеву владу. Панама та Сантьяго залишились на боці Іспанії
- 27 листопада 1811 року — утворено Федеративні провінції Нової Гранади
- 4 жовтня 1812 року — утворено Об'єднані провінції Нової Гранади
- грудень 1815 — липень 1816 — іспанська реконкіста в Новій Гранаді
- 17 грудня 1819 року — набуття незалежності від Іспанії
- 21 листопада 1831 року — від Великої Колумбії відокремились Венесуела й Еквадор
- 21 листопада 1831 року — знову проголошено державу Нова Гранада
- 20 квітня 1843 року — проголошено Республіку Нова Гранада
- 22 травня 1858 року — утворено Гранадську конфедерацію
- 18 липня 1861 року — утворено Сполучені штати Нової Гранади
- 20 вересня 1861 року — утворено Сполучені штати Колумбії
- 5 серпня 1886 року — проголошено Республіку Колумбія
- 4 листопада 1903 року — від Колумбії відокремилась Панама
- 8 вересня 1972 року — США повернули Колумбії банку Кіта Суенья, риф Ронкадор і банку Серрана (угода набула чинності 17 вересня 1981 року)

## Доколумбова доба
До колонізації іспанцями на території Колумбії існували держави чибча-муїсків. Ті державні утворення були знищені іспанськими конкістадорами.

## Колонія Нове Королівство Гранада (1538—1718)
На початку іспанської колонізації територій сучасної Колумбії, корона Іспанії призначала до Санта-Фе своїх представників (губернаторів, капітан-генералів, президентів Королівської авдієнсії тощо). Іноді процес призначення нової посадової особи затягувався, зважаючи на час, необхідний для того, щоб дістатись з Європи морем до берегів Америки. А якщо врахувати ще й швидкість обміну інформацією між континентами, то формально нова колонія могла залишатись без керівника впродовж року чи навіть більше.
| Ім'я                                            | Роки життя | Портрет | Початок повноважень | Закінчення повноважень | Примітки |
| ----------------------------------------------- | ---------- | ------- | ------------------- | ---------------------- | --- |
| Губернатори (генерал-губернатори) Нової Гранади |            |         |                     |                        | |
| Гонсало Хіменес де Кесада                       | 1509-1579  |         | 1538                | 1539                   | Перший іспанський конкістадор на території сучасної Колумбії |
| Ернан Перес де Кесада                           | 1500-1544  |         | 1539                | 1542                   | Молодший брат попереднього. Продовжив завоювання територій сучасної Колумбії, намагаючись знайти Ельдорадо |
| Алонсо Луїс Фернандес де Луго                   | 1506-1556  |         | 1542                | 1545                   | Намагався привласнити заслуги своїх попередників у колонізації нових земель. Провадив агресивну політику щодо місцевого населення, через що був змушений тікати до Європи                                                      |
| Лопе Монтальво де Луго                          |            |         | 1545                | 1545                   | |
| Педро де Урсуа                                  | 1526-1561  |         | 1545                | 1547                   | Був убитий під час експедиції річками Мараньйон та Амазонка |
| Мігель Діес де Армендаріс                       | пом. 1551  |         | 1547                | 1550                   | За свої злочини проти жителів Боготи був засуджений в Іспанії та відправлений у монастир |
| Андрес Діас Венеро де Лейва                     | 1515-1578  |         | 1564                | 1574                   | Офіційно перший президент Королівської авдієнсії Боготи |
| Франсіско Брісеньйо                             | 1500-1575  |         | 23 березня 1575     | 13 грудня 1575         | |
| Лопе Діес де Окс-і-Армендаріс Кастрехон         | 1520-1585  |         | 11 січня 1577       | 1578/1580              | Помер у в'язниці |
| Хуан Баутіста Монсон                            | пом. 1594  |         | 1580                | 1582                   | Формально не був президентом, але фактично виконував його обов'язки після ув'язнення Кастрехона |
| Хуан Прієто де Орельяна                         |            |         | 1582                | 1585                   | |
| Франсіско Хав'єр Гільєн Чапарро                 |            |         | 1585                | 1590                   | Від 1582 року обіймав посаду прокурора Боготи |
| Антоніо Гонсалес                                | 1535-1601  |         | 1590                | 1597                   | Запровадив збори податків у місцевих індіанців, а також замінив ними рабів у копальнях |
| Франсіско де Санде                              | 1540-1602  |         | 1597                | 1602                   | Помер на посаді |
| Хуан де Борха-і-Армендія                        | 1564-1628  |         | 1605                | 1628                   | Провів кілька кампаній проти корінних жителів, а також створив Трибунал Святої інквізиції в Картахені. 1620 року через королівський указ започаткував монетний двір Нового Королівства Гранада                                 |
| Санчо Хірон де Нарваес                          |            |         | 1630                | 1637                   | |
| Мартін де Сааведра-і-Гусман                     | 1594-1654  |         | 1637                | 1645                   | Заснував у Боготі перші госпіс і сирітський притулок. Разом з тим був засуджений за корупцію та зґвалтування місцевої жительки, після чого втік до Іспанії                                                                     |
| Хуан Фернандес де Кордоба-і-Коалья              | пом. 1654  |         | 23 грудня 1645      | 1654                   | |
| Діонісіо Перес Манріке де Лара                  | 1599-1678  |         | 1654                | 1662                   | |
| Дієго де Егуес-і-Бомон                          | 1612-1664  |         | лютий 1662          | грудень 1664           | Заохочував створення християнських місій у поселеннях індіанців. Відкрив першу міську скотобійню, завершив будівництво дзвіниці Кафедрального собору Боготи та збудував мости через річки Сан-Августин, Богота і Сан-Франсіско |
| Дієго дель Корро-і-Карраскаль                   | пом. 1673  |         | 1666                | 1667                   | За його врядування іспанці відвоювали острів Санта-Каталіна |
| Дієго де Вільяльба-і-Толедо                     | 1610-1680  |         | 1667                | 1671                   | 1668 року відвідав фортеці в Картахені-де-Індіас, що постраждали від нападу пірата Генрі Моргана |
| Мельчор де Ліньян-і-Сіснерос                    | 1629-1708  |         | 2 червня 1671       | 18 червня 1674         | Очолював слідчу комісію щодо злочинів свого попередника |
| Франсіско Кастільйо де ла Конча                 | 1598-1685  |         | 1678                | 6 листопада 1685       | За свого врядування конфліктував з місцевими церковниками через те, що йому відмовили у видачі священника, якого розшукував суд Кіто. Помер на посаді                                                                          |
| Гіль де Кабрера-і-Давалос                       | 1646-1712  |         | 1686                | травень 1691           | Був усунутий від посади за численними звинуваченнями. Виправданий 1694 року |
| Франсіско Хосе Мерло де ла Фуенте               | 1651-1709  |         | травень 1691        | лютий 1694             | в. о. |
| Гіль де Кабрера-і-Давалос                       | 1646-1712  |         | лютий 1694          | 1703                   | Вдруге. Придушував повстання індіанців та відбивав напад французів на Картахену-де-Індіас |
| Дієго де Кордоба-і-Лассо де ла Вега             | пом. 1720  |         | 1703                | вересень 1710          | Збудував першу каналізацію в Боготі. 1710 року був відряджений відбивати можливі напади на Картахену-де-Індіас |
| Франсіско де Отеро-і-Коссіо                     | 1640-1715  |         | 1710                | 1711                   | в. о. |
| Дієго де Кордоба-і-Лассо де ла Вега             | пом. 1720  |         | червень 1711        | лютий 1712             | Вдруге |
| Франсіско де Менесес-і-Браво де Саравія         | 1669-1723  |         | 1712                | 1715                   | Вступив у конфлікт з церковною владою, в результаті чого був звинувачений у корупції й усунутий від посади. Згодом виправданий                                                                                                 |
| Франсіско дель Рінкон                           | 1650-1723  |         | 23 квітня 1717      | 13 червня 1718         | Склав повноваження перед першим віцекоролем Нової Гранади |

## Віцекоролівство Нова Гранада (1718—1724)
| Ім'я                                    | Роки життя        | Портрет | Початок повноважень | Завершення повноважень | Примітки |
| --------------------------------------- | ----------------- | ------- | ------------------- | ---------------------- | --- |
| Віцекоролі Нової Гранади                |                   |         |                     |                        | |
| Антоніо Ігнасіо де ла Педроса-і-Герреро | 1660 — після 1740 |         | 13 червня 1718      | 25 листопада 1719      | в. о. Безрезультатно намагався боротись з корупцією, зміцнив фортифікаційний захист Картахени-де-Індіас                                                                          |
| Хорхе де Вільялонга                     | 1665-1735         |         | 25 листопада 1719   | 11 травня 1724         | Одним із завдань на посту віцекороля мав запобігання розвитку місцевого виноробства й текстильного виробництва, щоб забезпечити відсутність конкуренції іспанській промисловості |

## Нова Гранада у складі віцекоролівства Перу (1724—1740)
| Ім'я                                             | Роки життя | Портрет | Початок повноважень | Завершення повноважень | Примітки                                           |
| ------------------------------------------------ | ---------- | ------- | ------------------- | ---------------------- | -------------------------------------------------- |
| Голова Королівської авдієнсії Санта-Фе-де-Боготи |            |         |                     |                        |                                                    |
| Антоніо Мансо Мальдонадо                         | пом. 1778  |         | травень 1724        | лютий 1731             |                                                    |
| Цивільні комісари Авдієнсії                      |            |         |                     |                        |                                                    |
| Хосе Мартінес Мало                               |            |         | 1731                | травень 1733           | Формально мали рівні права, але різні повноваження |
| Хосе Кінтана Асебедо                             |            |         | 1731                | травень 1733           | Формально мали рівні права, але різні повноваження |
| Хорхе Лосано-і-Перальта                          |            |         | 1731                | травень 1733           | Формально мали рівні права, але різні повноваження |
| Хосе Кастілья                                    |            |         | 1731                | травень 1733           | Формально мали рівні права, але різні повноваження |
| Рафаель де Еслава                                | 1688-1737  |         | 1733                | 20 квітня 1737         |                                                    |
| Невідомий                                        |            |         | 20 квітня 1737      | 20 серпня 1738         | в. о.                                              |
| Антоніо Гонсалес Манріке                         | 1695—1738  |         | 20 серпня 1738      | 1 вересня 1738         |                                                    |
| Франсіско Гонсалес Манріке                       | пом. 1747  |         | 1739                | 24 квітня 1740         |                                                    |

## Віцекоролівство Нова Гранада (1740—1813)
| Віцекоролі Нової Гранади          |           |  |                   |                   | |
| Себастьян де Еслава               | 1685-1759 |  | 24 квітня 1740    | 6 листопада 1749  | Зробив значний внесок до зміцнення оборони узбережжя Нової Гранади. Також будував міста, дороги, лікарні та храми; покращив фінансову й судову системи колонії |
| Хосе Альфонсо Пісарро             | 1689-1762 |  | 6 листопада 1749  | 24 листопада 1753 | Реорганізував монетний двір і запровадив монополію на алкоголь |
| Хосе Соліс Фольч де Кардона       | 1716-1770 |  | 24 листопада 1753 | 25 лютого 1761    | Був одним з найбільш шанованих віцекоролів Нової Гранади. Заснував шпиталь Сан-Хуан-де-Діос, співробітники якого надавали допомогу хворим під час епідемії кору |
| Педро Мессія де ла Серда          | 1700-1783 |  | 25 лютого 1761    | 14 вересня 1772   | Підтримував розвиток інфраструктури, започаткував будівництво кафедрального собору в Санта-Марті, запровадив податок на тютюн і збільшив акциз на місцевий алкоголь, започаткував поштову монополію. Був змушений відбивати численні атаки індіанців на різні міста колонії, а також організовував власні (не надто вдалі) походи задля підкорення окремих індіанських племен. За наказом короля вигнав з Нової Гранади єзуїтів |
| Мануель Ґуріор                    | 1708-1788 |  | 1773              | 1776              | Зміцнював обороноздатність прибережних територій. За його врядування в Боготі було засновано університет, а також першу публічну бібліотеку |
| Мануель Антоніо Флорес Мальдонадо | 1723-1799 |  | 1776              | 26 листопада 1781 | Офіційно вийшов у відставку за станом здоров'я, втім насправді це сталось через опозицію окремих чиновників як у Боготі, так і в Іспанії |
| Хуан де Торресар Діас Пім'єнта    | пом. 1782 |  | 1 квітня 1782     | 11 червня 1782    | Вступив на посаду вже будучи немічним старим, тож його правління виявилось нетривалим |
| Антоніо Кабальєро-і-Ґонґора       | 1723-1796 |  | 11 червня 1782    | січень 1789       | Стимулював зростання економіки й підтримував митців |
| Франсіско Ґіль де Табоада         | 1733-1809 |  | січень 1789       | березень 1789     | Його врядування виявилось нетривалим, після чого він зайняв пост віцекороля Перу |
| Хосе Мануель де Еспалета          | 1739-1823 |  | 1789              | 2 січня 1797      | Період його врядування вважається часом зародження місцевої журналістики. Також він підтримував літературні гуртки, членами яких були майбутні активні учасники руху за незалежність |
| Педро Мендінуета                  | 1736-1825 |  | 2 січня 1797      | 16 вересня 1803   | Доклав значних зусиль до розвитку науки й медицини, а також інфраструктури колонії. Видав визначну працю з описом Нової Гранади |
| Антоніо Хосе Амар-і-Борбон        | 1742-1826 |  | 16 вересня 1803   | 20 липня 1810     | Період його врядування припав на початок революційних заворушень, через що був заарештований та висланий до Іспанії |
| Франсіско Хав'єр Венегас          | 1754-1838 |  | 1810              | 1810              | Формально був призначений на посаду, але фактично так на неї і не вступив |
| Беніто Перес Бріто                | 1747-1813 |  | 21 березня 1812   | 30 травня 1813    | Діяв у Портобело (Панама), відокремившись від Боготи й залишаючись на боці Іспанії |

## Дурна батьківщина
Дурна батьківщина — період історії Колумбії, коли колонії віцекоролівства Нова Гранада вперше набули досвіду самоврядування. Після арешту іспанського короля Фернандо VII Наполеоном кілька міст в іспанських володіннях розірвали зв'язки з ляльковим урядом брата Наполеона Жозефа, який був коронований як король Іспанії. Лишень новини про ті заворушення сягнули Нового Світу, різні міста проголосили незалежність від Іспанії. Територія Нової Гранади розпалась, різні провінції проголосили незалежність і створили власні уряди на чолі з креолами. Первинно президентами називались керівники провінцій (штатів).

## Кундінамарка (1810—1814)
29 січня 1810 року в Кадісі під час облоги міста французькими військами була розпущена Верховна центральна й урядова хунта королівства, таким чином припинив існування останній оплот спротиву французькій окупації в материковій Іспанії. Коли звістки про це сягнули Нового Світу, місцеві політичні лідери спробували знайти вигоду з ситуації, що склалась, і створили власні хунти (уряди) на чолі з креолами. До Боготи, столиці віцекоролівства Нова Гранада звістка про ті події надійшла 20 липня 1810 року, й подальші події призвели до створення відкритої ратуші Боготи. Спочатку ратуша спробувала набути легітимності та запросила її очолити віцекороля, але той відмовився та був замінений на віцепрезидента ратуші, мера Боготи Хосе Мігеля Пея, який таким чином став першим креолом, що очолив виконавчу й законодавчу владу на території сучасної Колумбії. Оскільки іспанськими колоніями ширились ідеї незалежності, ратушу замінив уряд Вільної Держави Кундінамарка зі столицею в Боготі, на чолі з президентом Хорхе Тадео Лосано. Та держава проіснувала до 1812, коли увійшла до складу Сполучених Провінцій Нової Гранади.
| Президенти Відкритої ратуші             |           |  |                 |                 | |
| Антоніо Хосе Амар-і-Борбон              | 1742-1826 |  |                 |                 | Відмовився від посту |
| Хосе Мігель Пей                         | 1763-1838 |  | 20 липня 1810   | 1 квітня 1811   | Був віцепрезидентом, в. о. президента, потім офіційно обраний на посаду. Перший креол на посаді правителя Колумбії. Пост ліквідовано з утворенням Кундінамарки |
| Президенти Вільної Держави Кундінамарка |           |  |                 |                 | |
| Хорхе Тадео Лосано                      | 1771-1816 |  | 1 квітня 1811   | 19 вересня 1811 | Після відновлення іспанської влади в Новій Гранаді був страчений у Боготі                                                                                      |
| Антоніо Наріньйо                        | 1765-1823 |  | 21 вересня 1811 | 25 червня 1812  | Один з найшанованіших у Колумбії борців за незалежність. Був прихильником централізованої держави, боровся проти федералістів, а потім — проти роялістів       |
| Мануель Беніто де Кастро                | 1751-1826 |  | 25 червня 1812  | 12 вересня 1812 | в. о. Через власну ексцентричність виявився неспроможним керувати державою в скрутні часи                                                                      |
| Антоніо Наріньйо                        | 1765-1823 |  | 12 вересня 1812 | 14 травня 1814  | |
| Мануель де Бернардо Альварес            | 1743—1816 |  | 14 травня 1814  | 12 грудня 1814  | Був страчений після відновлення іспанської влади в Новій Гранаді                                                                                               |

## Картахена де Індіас (1810—1812)
Коли звістка про проголошення ратушею Боготи незалежності сягнула портового міста Картехена де Індіас, місцева влада 13 серпня 1810 року створила власну Верховну хунту, а потім 11 листопада 1811 року проголосила абсолютну незалежність від Іспанії та від віцекоролівства Нова Гранада, ставши самостійною державою, яку спочатку очолив Ігнасіо Каверо як голова хунти, а потім — як губернатор-президент. За два роки Картахену було приєднано до Сполучених провінцій Нової Гранади.

## Республіка Антіокія (1810—1815)
1810 року свою незалежність проголосила й Республіка Антіокія. Там було сформовано власну урядову хунту, на чолі нового державного утворення став президент. У липні 1815 року територію провінції захопили іспанські війська, а в квітні наступного року на чолі провінції був поставлений іспанський губернатор.

## Республіка Тунха (1812)
Первинно провінція Тунха не підтримувала дії Боготи, що проголосила незалежність від Іспанії, втім, оскільки міста провінції почали жадати незалежності й підтримали Кундінамарку, влада Тунхи була змушена діяти швидко. 26 листопада 1811 було підписано Акт конфедерації, в результаті чого Тунха була приєднана до Сполучених провінцій Нової Гранади, а 9 грудня 1811 року було офіційно проголошено її незалежність від Іспанії. Втім через суперечності між Кундінамаркою та Сполученими провінціями президента Тунхи був змушений укласти угоду з Кундінамаркою, так званий «пакт Санта-Роза», відповідно до якого Тунха відокремилась від федералістського уряду Сполучених провінцій та підтримала центральний уряд Кундінамарки. Від того часу Республіку Тунха остаточно очолив президент-губернатор Хуан Непомусено Ніньйо, допоки Кундінамарка не зазнала остаточної поразки, після чого Тунха знову ввійшла до складу Сполучених провінцій.

## Сполучені Провінції Нової Гранади (1812—1816)
Сполучені провінції Нової Гранади було утворено 26 листопада 1811 року як конфедерацію незалежних провінцій Тунха, Памплона, Антіокія, Картахена та Нейва. Первинно посту президента не було, оскільки провінції не бажали віддавати владу в руки однієї особи, щоб уникнути фаворитизму. На своєму першому офіційному засіданні федеральний конгрес обрав своїм першим головою Каміло Торреса Теноріо та доручив йому виконавчу владу до створення тріумвірату. Останній був експериментальною формою виконавчої влади, за якої три особи мали рівні повноваження, що дозволяло розширити одночасне представництво різних провінцій. Однак така система виявилась ненадійною й остаточно продемонструвала свою неспроможність на тлі вторгнення Пабло Морільйо, члени тріумвірату зазнали переслідувань, були змушені по черзі передавати владу одне одному, поки всіх їх не було вбито чи взято в полон.
| Президенти Сполучених Провінцій Нової Гранади |           |  |                   |                   | |
| Каміло Торрес Теноріо                         | 1766-1816 |  | 4 жовтня 1812     | 5 жовтня 1814     | Голова Конгресу |
| Хосе Марія дель Кастільйо-і-Рада              | 1776-1835 |  | 5 жовтня 1814     | 28 листопада 1814 | Член Тріумвірату. На відміну від багатьох інших керівників Сполучених Провінцій, після вторгнення іспанських військ не був страчений, а був засуджений до ув'язнення                                                          |
| Хосе Хоакін Камачо                            | 1766-1816 |  | 5 жовтня 1814     | 21 січня 1815     | Член Тріумвірату. Був страчений іспанськими військовими |
| Хосе Фернандес Мадрид                         | 1789-1830 |  | 5 жовтня 1814     | 21 січня 1815     | Член Тріумвірату |
| Кустодіо Гарсія Ровіра                        | 1780-1816 |  | 21 січня 1815     | 17 серпня 1815    | Був обраний до складу Тріумвірату, втім так і не підтвердив свою участь |
| Хосе Мігель Пей                               | 1763-1838 |  | 25 січня 1815     | 15 листопада 1815 | У складі урядового Тріумвірату |
| Мануель Родрігес Торісес                      | 1788-1816 |  | 28 липня 1815     | 15 листопада 1815 | Член Тріумвірату. Був страчений іспанцями, а над його тілом жорстоко познущались |
| Антоніо Вільявісенсіо                         | 1759-1816 |  | 17 серпня 1815    | 15 листопада 1815 | Член Тріумвірату. Прибув до Нової Гранади як іспанський емісар на початку революційних подій, але склав свої повноваження та приєднався до руху за незалежність. Був страчений іспанцями після відновлення їх влади в колонії |
| Хосе Мануель Рестрепо                         | 1781-1863 |  |                   |                   | Відмовився від посади |
| Каміло Торрес Теноріо                         | 1766-1816 |  | 15 листопада 1815 | 14 березня 1816   | Перший одноосібний президент. Після вторгнення іспанців був страчений, а над його тілом жорстоко познущались |
| Хосе Фернандес Мадрид                         | 1789-1830 |  | 14 березня 1816   | 22 червня 1816    | Був помилуваний іспанським головнокомандувачем та засланий до Іспанії. Після проголошення незалежності Колумбії отримав пост посла нової держави у Великій Британії                                                           |
| Ліборіо Мехія                                 | 1792-1816 |  | 22 червня 1816    | 30 червня 1816    | Наймолодший з усіх, хто будь-коли займав пост президента Колумбії. Страчений іспанцями |
| Кустодіо Гарсія Ровіра                        | 1786-1816 |  | 30 червня 1816    | 10 липня 1816     | Був страчений іспанцями після відновлення їх влади в Новій Гранаді |
| Фернандо Серрано                              | 1779-1819 |  | 16 липня 1816     | 16 вересня 1816   | Після вторгнення іспанців був змушений з рештками республіканських сил вступити до лав венесуельської армії |

## Віцекоролівство Нова Гранада (1816—1819)
Кульмінацією іспанського вторгнення до Нової Гранади стало відновлення влади віцекороля. Пост президента ліквідовано, а борців за незалежність ув'язнено вбито, інші ж мусили переховуватись чи залишити країну. Той період назвали «Режим терору».
| Ім'я                                | Роки життя | Портрет | Початок повноважень | Завершення повноважень | Примітки |
| ----------------------------------- | ---------- | ------- | ------------------- | ---------------------- | --- |
| Віцекоролі Нової Гранади            |            |         |                     |                        | |
| Франсіско Хосе Монтальво-і-Амбулоді | 1754-1822  |         | 16 квітня 1816      | 9 березня 1818         | Зайняв пост віцекороля після відновлення в Новій Гранаді іспанської влади |
| Хуан де Самано                      | 1753-1821  |         | 9 березня 1818      | серпень 1819           | Запровадив режим репресій до повстанців після відновлення іспанської влади. Був змушений тікати з Боготи після поразок іспанців 1819 року. Помер, так і не повернувшись на батьківщину |
| Хуан де ла Крус Моурхеон-і-Ачет     | 1766-1822  |         | 1819                | 1821                   | Був титулярним віцекоролем. У листі до Сімона Болівара визнав марність зусиль щодо утримання колоній під іспанською владою                                                             |

## Велика Колумбія (1819—1831)
| Президенти 1-ї Республіки |           |  |                |                   | |
| Сімон Болівар | 1783-1830 |  | 15 лютого 1819 | 4 травня 1830     | Національний герой Колумбії, а також багатьох інших країн Латинської Америки. Борець за незалежність іспанських колоній |
| Домінго Кайседо | 1783-1843 |  | 4 травня 1830  | 13 червня 1830    | Виконував обов'язки до прибуття Хакіна Москери до столиці                                                               |
| Хоакін Москера | 1787-1878 |  | 13 червня 1830 | 4 вересня 1830    | Під час хвороби був фактично усунутий від влади генералом Урданетою                                                     |
| Рафаель Урданета | 1788-1845 |  | 4 вересня 1830 | 30 квітня 1831    | в. о. Прийшов до влади в результаті повстання венесуельського батальйону в столиці                                      |
| Президія, створена радою міністрів, щоб прийняти відставку генерала Урданети й запросити на пост президента генерала Кайседо |           |  |                |                   | |
| Хосе Мігель Пей | 1763-1838 |  | 30 квітня 1831 | 2 травня 1831     | |
| Херонімо де Мендоса Ґалавіс                                                                                                  | 1773-1839 |  | 30 квітня 1831 | 2 травня 1831     | |
| Хуан Гарсія дель Ріо | 1794-1856 |  | 30 квітня 1831 | 2 травня 1831     | |
| Домінго Кайседо | 1783-1843 |  | 2 травня 1831  | 21 листопада 1831 | Виконував обов'язки після усунення від влади генерала Урданети                                                          |

## Республіка Нова Гранада (1831—1858)
| Ім'я                         | Роки життя | Портрет | Початок повноважень | Завершення повноважень | Примітки |
| ---------------------------- | ---------- | ------- | ------------------- | ---------------------- | --- |
| Президенти Нової Гранади     |            |         |                     |                        | |
| Домінго Кайседо              | 1783-1843  |         | 21 листопада 1831   | 23 листопада 1831      | Фактично виконував обов'язки президента новоствореної держави до офіційного входження в посаду Обандо |
| Хосе Марія Обандо            | 1795-1861  |         | 23 листопада 1831   | 10 березня 1832        | Формально займав пост віцепрезидента, проте президента на той момент не було, тому фактично Обандо був головою держави |
| Хосе Ігнасіо де Маркес       | 1793-1880  |         | 10 березня 1832     | 7 жовтня 1832          | в. о. |
| Франсиско де Паула Сантандер | 1792-1840  |         | 7 жовтня 1832       | 1 квітня 1837          | Національний герой Колумбії, соратник Болівара. За свого президентства зробив значний внесок у розвиток освіти, зменшив вплив церкви в цій царині |
| Хосе Ігнасіо де Маркес       | 1793-1880  |         | 1 квітня 1837       | 1 квітня 1841          | Зумів придушити повстання, що отримало назву «війна Вищих» |
| Домінго Кайседо              | 1783-1843  |         | 1 квітня 1841       | 2 травня 1841          | в. о. |
| Педро Алькантара Ерран       | 1800-1872  |         | 2 травня 1841       | 5 липня 1841           | Шляхом змін до конституції зміцнив виконавчу владу в країні |
| Хуан де Діос Арансасу        | 1798-1845  |         | 5 липня 1841        | 19 травня 1842         | Виконував обов'язки через зайнятість президента Еррана на фронті |
| Педро Алькантара Ерран       | 1800-1872  |         | 19 травня 1842      | 1 квітня 1845          | |
| Томас Сіпріано де Москера    | 1798-1878  |         | 1 квітня 1845       | 1 квітня 1849          | За його президентства було впроваджено використання міжнародної системи CI, проведено реформи в податковій галузі, вжито кроків до відокремлення церкви від держави та проведено перший в історії Колумбії перепис населення                                      |
| Хосе Іларіо Лопес            | 1798-1869  |         | 1 квітня 1849       | 1 квітня 1853          | Його адміністрація заборонила рабство, створила земельне законодавство, підтримала відокремлення церкви від держави, свободу преси й федералізацію країни |
| Хосе Марія Обандо            | 1795-1861  |         | 1 квітня 1853       | 17 квітня 1854         | Вдруге. Запровадив у дію нову Конституцію (розроблену ще 1851 року), що була революційною для Латинської Америки — вона скасовувала рабство, запроваджувала прямі вибори всіх рівнів влади, проголошувала свободу совісті, відокремлювала церкву від держави тощо |
| Хосе Марія Мело              | 1800-1860  |         | 17 квітня 1854      | 4 грудня 1854          | Заарештував свого попередника. Своїми діями спровокував громадянську війну, яку програв |
| Томас Еррера                 | 1804-1954  |         | 21 квітня 1854      | 5 серпня 1854          | Не визнав владу Хосе Марії Мело та проголосив себе головою виконавчої влади |
| Хосе де Обальдія             | 1806-1889  |         | 5 серпня 1854       | 1 квітня 1855          | в. о. |
| Мануель Марія Мальяріно      | 1808-1872  |         | 1 квітня 1855       | 1 квітня 1857          | в. о. |
| Маріано Оспіна Родрігес      | 1805-1885  |         | 1 квітня 1857       | 22 травня 1858         | Ухвалив конституцію, відповідно до якої Нову Гранаду було перетворено на конфедерацію |

## Гранадська конфедерація (1858—1861)
| Ім'я                                | Роки життя | Портрет | Початок повноважень | Завершення повноважень | Примітки                                                                               |
| ----------------------------------- | ---------- | ------- | ------------------- | ---------------------- | -------------------------------------------------------------------------------------- |
| Президенти Гранадської конфедерації |            |         |                     |                        |                                                                                        |
| Маріано Оспіна Родрігес             | 1805-1885  |         | 22 травня 1858      | 1 квітня 1861          | Значно розширив президентські повноваження, що призвело до початку громадянської війни |
| Бартоломе Кальво                    | 1815-1889  |         | 1 квітня 1861       | 10 липня 1861          | в. о.                                                                                  |
| Хуліо Арболеда                      | 1817-1863  |         | 10 липня 1861       | 18 липня 1861          | в. о.                                                                                  |

## Сполучені Штати Нової Гранади (1861)
| Ім'я                                      | Роки життя | Портрет | Початок повноважень | Завершення повноважень | Примітки |
| ----------------------------------------- | ---------- | ------- | ------------------- | ---------------------- | --- |
| Президент Сполучених Штатів Нової Гранади |            |         |                     |                        | |
| Томас Сіпріано де Москера                 | 1798-1878  |         | 18 липня 1861       | 20 вересня 1861        | в. о. Конфіскував церковну власність, а єзуїтів вигнав з країни за підтримку консерваторів під час громадянської війни |

## Сполучені Штати Колумбії (1861—1886)
| Президенти Сполучених Штатів Колумбії |           |  |                 |                | |
| Томас Сіпріано де Москера             | 1798-1878 |  | 20 вересня 1861 | 4 лютого 1863  | |
| Франсіско Хав'єр Сальдуа              | 1811-1882 |  | 4 лютого 1863   | 10 лютого 1863 | в. о. до передачі виконавчої влади колегіальному органу, обраному Радою міністрів |
| Колегіальний орган виконавчої влади   |           |  |                 |                | |
| Флоріан Ларгача                       | 1823-1892 |  | 10 лютого 1863  | 14 травня 1863 | Державний скарбничий |
| Томас Сіпріано де Москера             | 1798-1878 |  | 10 лютого 1863  | 14 травня 1863 | Військовий міністр |
| Хосе Іларіо Лопес                     | 1798-1869 |  | 10 лютого 1863  | 14 травня 1863 | Міністр закордонних справ |
| Еусторгіо Сальгар                     | 1831-1885 |  | 10 лютого 1863  | 14 травня 1863 | Міністр фінансів |
| Сантос Гутьєррес Прієто               | 1820-1872 |  | 10 лютого 1863  | 14 травня 1863 | Міністр внутрішніх справ |
| Томас Сіпріано де Москера             | 1798-1878 |  | 14 травня 1863  | 29 січня 1864  | в. о. |
| Хуан Августін Урікоечеа Наварро       | 1824-1883 |  | 29 січня 1864   | 28 лютого 1864 | в. о. під час участі Москери у війні проти Еквадору |
| Томас Сіпріано де Москера             | 1798-1878 |  | 28 лютого 1864  | 8 квітня 1864  | в. о. |
| Мануель Мурільйо Торо                 | 1816-1880 |  | 8 квітня 1864   | 1 квітня 1866  | |
| Хосе Марія Рохас Гаррідо              | 1824-1883 |  | 1 квітня 1866   | 22 травня 1866 | в. о. |
| Томас Сіпріано де Москера             | 1798-1878 |  | 22 травня 1866  | 23 травня 1867 | 29 квітня 1867 року розпустив Конгрес, запровадив у країні воєнний стан та проголосив себе найвищою владою, що призвело до військового перевороту, повалення та вигнання його з країни |
| Хоакін Ріаскос                        | 1833-1875 |  | 23 травня 1867  | 28 червня 1867 | в. о. |
| Сантос Акоста                         | 1827-1901 |  | 23 травня 1867  | 1 квітня 1868  | Заснував Національний університет Колумбії, Національну бібліотеку та Національний архів |
| Сантос Гутьєррес Прієто               | 1820-1872 |  | 1 квітня 1868   | 1 квітня 1870  | Після перемоги Революційної армії Москери у громадянській війні проголосив себе конституційним президентом |
| Еусторгіо Сальгар                     | 1831-1885 |  | 1 квітня 1870   | 1 квітня 1872  | Заснував і сприяв розвитку першої залізничної компанії Колумбії, розпочав боротьбу з корупцією та вживав заходів, покликаних забезпечити соціальну захищеність колумбійців |
| Мануель Мурільйо Торо                 | 1816-1880 |  | 1 квітня 1872   | 1 квітня 1874  | Вдруге. В останній рік своїх повноважень заснував офіційне друковане видання, що нині має назву «Diario Oficial de la República de Colombia» |
| Сантьяго Перес Маносальва             | 1830-1900 |  | 1 квітня 1874   | 1 квітня 1876  | За його каденції було розпочато будівництво Північної залізниці |
| Акілео Парра                          | 1825-1900 |  | 1 квітня 1876   | 1 квітня 1878  | Зосередився на розвитку шляхів сполучення й на розвитку загальної світської освіти, що спричинило спротив церкви та призвело до кривавої громадянської війни |
| Хуліан Трухільйо Ларгача              | 1828-1888 |  | 1 квітня 1878   | 8 квітня 1880  | |
| Рафаель Нуньєс                        | 1825-1894 |  | 8 квітня 1880   | 1 квітня 1882  | Презентував власний план «відродження Колумбії», що передбачав розвиток виробництва експортних культур і товарів, зокрема основним експортним продуктом стала кава. Також почала розвиватись промисловість, було засновано Національний банк та прийнято закон про право федерального уряду на законодавчому рівні втручатись до внутрішніх справ штатів |
| Франсіско Хав'єр Сальдуа              | 1811-1882 |  | 1 квітня 1882   | 21 грудня 1882 | Став першим головою держави Колумбії, який помер під час перебування на посаді |
| Клімако Кальдерон                     | 1852-1913 |  | 21 грудня 1882  | 22 грудня 1882 | в. о. |
| Хосе Еусебіо Оталора                  | 1826-1884 |  | 22 грудня 1882  | 1 квітня 1884  | За його президентства значний імпульс отримав розвиток дорожньої інфраструктури |
| Езекієл Уртадо                        | 1825-1890 |  | 1 квітня 1884   | 11 серпня 1884 | в. о. |
| Рафаель Нуньєс                        | 1825-1894 |  | 11 серпня 1884  | 1 квітня 1886  | Вдруге. Доклав значних зусиль до ухвалення 1886 року нової конституції, відповідно до якої Сполучені Штати Колумбії припинили своє існування й утворилась нова держава — Колумбія |

## Республіка Колумбія (від 1886)
| Порядок             | Ім'я                            | Роки життя | Портрет                          | Початок повноважень | Завершення повноважень | Примітки |
| ------------------- | ------------------------------- | ---------- | -------------------------------- | ------------------- | ---------------------- | --- |
| Президенти Колумбії |                                 |            |                                  |                     |                        | |
| 1                   | Рафаель Нуньєс                  | 1825-1894  |                                  | 1 квітня 1886       | 18 вересня 1894        | Створив Військову академію та Національну академію музики, почав працювати міжнародний телеграф. Було відновлено дипломатичні відносини з Іспанією й налагоджено співробітництво з Францією та Великою Британією. Помер під час перебування на посаді |
| 2                   | Мігель Антоніо Каро             | 1843-1909  |                                  | 18 вересня 1894     | 7 серпня 1898          | Не мав університетської освіти. За свого президентства попередив три державних перевороти та здобув перемогу в громадянській війні, що почалась 1894 року за підтримки Ліберальної партії |
| 3                   | Мануель Антоніо Санклементе     | 1813-1902  |                                  | 7 серпня 1898       | 31 липня 1900          | У жовтні 1899 року Ліберальна партія розгорнула широкомасштабну кампанію проти адміністрації Санклементе, що згодом переросла в конфлікт, який отримав назву Тисячоденна війна. Був усунутий від влади в результаті державного перевороту. Помер під час перебування під домашнім арештом |
| 4                   | Хосе Мануель Маррокін           | 1827-1908  |                                  | 31 липня 1900       | 7 серпня 1904          | Зумів завершити Тисячоденну війну. 1903 року за підтримки США від Колумбії відокремилась Панама |
| 5                   | Рафаель Реєс Прієто             | 1849-1921  |                                  | 7 серпня 1904       | 27 липня 1909          | Попри диктаторські повноваження, забезпечив ефективне керівництво країною. Сприяв розвитку промисловості, сільського господарства й інфраструктури |
| —                   | Хорхе Ольґуїн                   | 1848-1928  |                                  | 27 липня 1909       | 3 серпня 1909          | в. о. |
| 6                   | Рамон Гонсалес Валенсія         | 1851-1928  |                                  | 3 серпня 1909       | 7 серпня 1910          | 1910 року скликав Асамблею, завданням якої було втілення конституційної реформи, ухваленої ще 1886 року. Окрім того, проводив перемовини зі Сполученими Штатами щодо відокремлення Панами від Колумбії |
| 7                   | Карлос Еухеніо Рестрепо         | 1867-1937  |                                  | 7 серпня 1910       | 7 серпня 1914          | Скасував смертну кару, запровадив щорічні зібрання Конгресу, встановив довічні пенсії для викладачів, ініціював будівництво кількох лікарень у Карибському регіоні, що спеціалізувались на лікуванні тропічних хвороб, провів реформу національної поліції, ліквідував бюджетний дефіцит, дипломатичним шляхом вирішував спірні питання з Перу та США                                                               |
| 8                   | Хосе Вісенте Конча              | 1867-1929  |                                  | 7 серпня 1914       | 7 серпня 1918          | За підтримки Конгресу ухвалив рішення про нейтралітет Колумбії в Першій світовій війні |
| 9                   | Марко Фідель Суарес             | 1855-1927  |                                  | 7 серпня 1918       | 11 листопада 1921      | Узаконив податок на доходи та комерційні авіаперевезення, зробив перші кроки до створення національних повітряних сил |
| 10                  | Хорхе Ольґуїн                   | 1848-1928  |                                  | 11 листопада 1921   | 7 серпня 1922          | |
| 11                  | Педро Нель Оспіна               | 1858-1927  |                                  | 7 серпня 1922       | 7 серпня 1926          | Заснував управління освіти, охорони здоров'я та казначейства; доклав значних зусиль до будівництва національних автошляхів, залізничної мережі, дамб і мостів, а також нафтопроводів, що з'єднали нафтові родовища з основними портами |
| 12                  | Мігель Абадія Мендес            | 1867-1947  |                                  | 7 серпня 1926       | 7 серпня 1930          | Період його врядування характеризується відносно стабільним відновленням довіри серед іноземних інвесторів. Під час громадянських заворушень 1929 року був змушений запровадити воєнний стан. Із завершенням його президентського терміну завершився також і багаторічний період гегемонії консерваторів у владі |
| 13                  | Енріке Олая Еррера              | 1880-1937  |                                  | 7 серпня 1930       | 7 серпня 1934          | Боровся з наслідками світової економічної кризи. За його врядування спалахнула війна з Перу, що завершилась для Колумбії перемогою. Загалом реформи його адміністрації мали соціальне спрямування |
| 14                  | Альфонсо Лопес Пумарехо         | 1886-1959  |                                  | 7 серпня 1934       | 7 серпня 1938          | Тривалість робочого дня було обмежено 8 годинами; дозволено експропріацію приватної власності в «суспільних інтересах»; церкву було відокремлено від держави; початкова шкільна освіта стала безкоштовною |
| 15                  | Едуардо Сантос                  | 1888-1974  | Файл:Fi 1178 Santos, Eduardo.jpg | 7 серпня 1938       | 7 серпня 1942          | Усунув церкву від керівництва освітою. Після початку Другої світової війни зберігав нейтралітет, але підтримував Сполучені Штати |
| 16                  | Альфонсо Лопес Пумарехо         | 1886-1959  |                                  | 7 серпня 1942       | 7 серпня 1945          | Вдруге. Колумбія вступила до Другої світової війни на боці союзників. 1944 року було викрито змову, що мала на меті повалення президента |
| —                   | Альберто Льєрас Камарґо         | 1906-1990  |                                  | 7 серпня 1945       | 7 серпня 1946          | в. о. |
| 17                  | Маріано Оспіна Перес            | 1891-1976  |                                  | 7 серпня 1946       | 7 серпня 1950          | Допустив відновлення збройного протистояння між лібералами та консерваторами, над яким уряд цілковито втратив контроль до завершення президентського терміну Оспіни |
| 18                  | Лауреано Гомес                  | 1889-1965  |                                  | 7 серпня 1950       | 5 листопада 1951       | Через серцевий напад був змушений передати повноваження Роберто Урданеті, якого призначив парламент |
| —                   | Роберто Урданета Арбелаес       | 1890-1972  |                                  | 5 листопада 1951    | 13 червня 1953         | в. о. |
| 19                  | Густаво Рохас Пінілья           | 1900-1975  |                                  | 13 червня 1953      | 10 травня 1957         | Здійснив державний переворот та встановив диктатуру; заборонив Комуністичну партію. Був повалений військовою хунтою |
| Військова хунта     |                                 |            |                                  |                     |                        | |
| —                   | Габріель Паріс Гордільйо        | 1910-2008  |                                  | 10 травня 1957      | 7 серпня 1958          | Міністр оборони, голова хунти |
| —                   | Рафаель Навас Пардо             | 1908-1990  | Головнокомандувач армії          | 10 травня 1957      | 7 серпня 1958          | |
| —                   | Деограсіас Фонсека Еспіноса     | 1908-2006  | Директор національної поліції    | 10 травня 1957      | 7 серпня 1958          | |
| —                   | Рубен П'єдрахіта                | 1908-1979  | Командувач флоту                 | 10 травня 1957      | 7 серпня 1958          | |
| —                   | Луїс Ернесто Ордоньєс Кастільйо | 1914-1990  | Директор Департаменту безпеки    | 10 травня 1957      | 7 серпня 1958          | |
| Президенти Колумбії |                                 |            |                                  |                     |                        | |
| 20                  | Альберто Льєрас Камарґо         | 1906-1990  |                                  | 7 серпня 1958       | 7 серпня 1962          | Скасував надзвичайний стан і розпочав аграрну реформу. Зумів зберегти стабільність у країні після військового перевороту |
| 21                  | Гільєрмо Леон Валенсія          | 1909-1971  |                                  | 7 серпня 1962       | 7 серпня 1966          | Провадив економічні та соціальні реформи, зокрема було створено резервну систему, на 20 % збільшено видатки на освіту; збільшено видобуток та експорт нафти, а також виробництво електроенергії; спільно зі Сполученими Штатами, було розгорнуто програму будівництва дешевого житла в одному з районів Боготи |
| 22                  | Карлос Льєрас Рестрепо          | 1908-1994  |                                  | 7 серпня 1966       | 7 серпня 1970          | Було реалізовано аграрну реформу, в рамках якої тисячі селян отримали землю; провів низку соціальних та економічних реформ, зокрема заснував кілька урядових агентств з розвитку економіки й освіти |
| 23                  | Місаель Пастрана                | 1923-1997  |                                  | 7 серпня 1970       | 7 серпня 1974          | Період президентства Пастрани відзначився початком збройної боротьби проти «Руху 19 квітня», а також ускладненням економічної ситуації в країні |
| 24                  | Альфонсо Лопес Мікельсен        | 1913-2007  |                                  | 7 серпня 1974       | 7 серпня 1978          | Оголосив надзвичайну ситуацію в економіці, що дозволило йому стабілізувати ситуацію, створив державні управління з підтримки сільського господарства, провів податкову реформу. Профспілки, невдоволені політикою Лопеса розпочали страйк, що переріс у загальнонаціональний та призвів до людських жертв |
| 25                  | Хуліо Сесар Турбай              | 1916-2005  |                                  | 7 серпня 1978       | 7 серпня 1982          | Продовжив проведення соціальних та економічних реформ, збільшення обсягів видобутку корисних копалин і будівництво електростанцій. Вів активну боротьбу проти партизанських загонів, надавши військовикам широкі повноваження, що спричинило протест з боку правозахисників |
| 26                  | Белісаріо Бетанкур              | 1923-2018  |                                  | 7 серпня 1982       | 7 серпня 1986          | Домігся припинення вогню за результатами перемовин з повстанськими угрупованнями та розпочав процес їх роззброєння. Проводив економічні й адміністративні реформи. Після вбивства 1984 року міністра юстиції запровадив у Боготі стан облоги |
| 27                  | Вірґіліо Барко                  | 1921-1997  |                                  | 7 серпня 1986       | 7 серпня 1990          | Боровся з бідністю, втім провадив непослідовну економічну політику; розпочав мирні перемовини з ліворадикальними повстанцями; намагався зупинити зростання наркобізнесу |
| 28                  | Сесар Ґавірія                   | нар. 1947  |                                  | 7 серпня 1990       | 7 серпня 1994          | Проводив соціальні й економічні реформи; 1991 року було ухвалено нову конституцію; боровся з наслідками урагану Ель-Ніньйо; 191 року зумів домогтись арешту Пабло Ескобара, якого було вбито 1993 року в результаті поліцейської операції |
| 29                  | Ернесто Сампер                  | нар. 1950  |                                  | 7 серпня 1994       | 7 серпня 1998          | Невдовзі після вступу на посаду був звинувачений в отримані коштів на передвиборчу кампанію від Калійського наркокартелю, процес, що розпочався, фактично не дав результатів, президент звинувачення відкинув, однак популярність Ліберальної партії значно знизилась |
| 30                  | Андрес Пастрана                 | нар. 1954  |                                  | 7 серпня 1998       | 7 серпня 2002          | За свого врядування намагався вести перемовини з ліворадикальними угрупованнями, та успіху в тій справі не досягнув |
| 31                  | Альваро Урібе                   | нар. 1952  |                                  | 7 серпня 2002       | 7 серпня 2010          | Став першим за сто років політиком, якого було переобрано на другий термін. Вживав рішучих заходів у боротьбі з повстанцями — останні з'єднання праворадикальних воєнізованих з'єднань були розпущені в лютому 2007 року; покращив економічне становище країни; підтримував політику США, зокрема у війні в Іраку. Рішуче діяв у боротьбі з наркоторгівцями не лише на території Колумбії, але й у сусідніх країнах |
| 32                  | Хуан Мануель Сантос             | нар. 1951  |                                  | 7 серпня 2010       | 7 серпня 2018          | Лавреат Нобелівської премії миру «за зусилля з припинення громадянської війни в країні, що тривала понад півстоліття» |
| 33                  | Іван Дуке Маркес                | нар. 1951  |                                  | 7 серпня 2018       |                        | Чинний |